# Lança da Nação
Lança da Nação, em língua zulu uMkhonto weSizwe (MK), era o braço armado do Congresso Nacional Africano (ANC/CNA). Foi fundado a 16 de dezembro de 1961 pelo CNA e pelo Partido Comunista Sul-Africano (SACP) como resposta à opressão política, social e económica movida contra a população negra, mestiça e indiana da África do Sul pelo regime político do apartheid.
Teve inicialmente o seu quartel-general em Rivonia, um subúrbio de Joanesburgo. A 11 de julho de 1963, 19 líderes do CNA e do MK, incluindo o futuro Presidente da África do Sul Nelson Mandela, foram detidos em Liliesleaf Farm, na zona suburbana de Rivonia. Essa fazenda/quinta era propriedade de Arthur Goldreich e havia sido comprada com fundos do SACP. Segue-se o Julgamento de Rivonia, no qual dez líderes do Congresso Nacional Africano foram julgados por 221 atos de sabotagem com o intuito de "fomentar uma revolução violenta". Walter Mkwayi, na altura líder do MK, escapou durante o julgamento.
O MK levou a cabo numerosos ataques a bomba contra alvos militares, industriais e civis. A tática inicial era a sabotagem, evitando baixas humanas, mas a escalada de violência na África do Sul durante as décadas de 1970 e 1980 também se refletiu numa mudança nas táticas empregadas pelo MK, que realizou alguns ataques notáveis, como o perpetrado contra o canteiro de obras da Central Nuclear Koeberg, nas proximidades da Cidade do Cabo, a 8 de janeiro de 1982 (coincidindo com o 70.º aniversário da formação do CNA), e o atentado com um carro-bomba contra o Magoo's Bar, em Durban, a 14 de junho de 1986, no qual três pessoas morreram e 73 ficaram feridas. Não se conhece exatamente o total de mortos e feridos no decurso dos trinta anos de atividade do MK, mas as estatísticas da polícia sul-africana indicam que, no período de 1976 a 1986, aproximadamente 130 pessoas foram mortas por aqueles que a fonte chama de "terroristas". Entre essas pessoas, cerca de trinta eram membros de forças de segurança e cem eram civis. Entre os civis, 40 eram brancos e 60 eram negros.
O MK suspendeu as suas operações a 11 de agosto de 1990, em função das negociações pelo fim do regime do apartheid. O CNA venceu as primeiras eleições livres da África do Sul em 1994, com cerca de 63% dos votos. Depois de vencer as eleições, o CNA concordou em integrar, em 1994, sua ala militar na recém-formada Força de Defesa Nacional Sul-Africana (SANDF) e a liderança do novo Ministério da Defesa Sul-Africano foi transferida para dois veteranos do Lança da Nação: Joe Modise tornou-se o primeiro o ministro da defesa sul-africano negro e Ronnie Kasrils seu vice.